# Oleg Taktarow
Oleg Nikołajewicz Taktarow, ros. Оле́г Никола́евич Такта́ров (ur. 1967 w Sarow) – rosyjski zawodnik mieszanych sztuk walk wagi ciężkiej oraz aktor filmowy. Zwycięzca turnieju UFC 6. W 2014 był uczestnikiem sztafety niosącej ogień olimpijski przed XXII Igrzyskami Olimpijskimi w Soczi.

## Życiorys
Urodził się w mieście zamkniętym Arzamas-16 (aktualnie Sarow) w ZSRR. W wieku dwunastu lat zaczął trenować judo i sambo. Później jego rodzina przeniosła się do miasta Gorki (aktualnie Niżny Nowogród).

## Kariera sportowa
Zadebiutował w MMA w Rydze na zawodach White Dragon w 1993. W lipcu 1995 wygrał jeden z turniejów UFC 6 w Stanach Zjednoczonych, pokonując w finale Davida Abbotta. W 1996 walczył na galach organizacji Pancrase w Japonii i Brazylii. W 1998 wygrał zawody w Ałmaty. Do MMA wrócił w 2001 na jednorazowy pojedynek. W 2007 ponownie stanął w ringu z byłym zawodnikiem UFC i PRIDE Johnem Marshem na gali BodogFIGHTS, walcząc pierwszy raz w rodzinnym kraju. W 2008 roku w Atlantic City zmierzył się z dwukrotnym tryumfatorem 4-osobowych turniejów UFC Markiem Kerrem. Potem definitywnie zawiesił karierę sportową i skupił się na aktorstwie.
Jest jedynym zawodnikiem z Rosji i jednym z trzech Europejczyków, któremu udało się zdobyć jakiekolwiek trofeum w UFC.
Podczas gali UFC 45 w listopadzie 2003 znalazł się w TOP 10 najpopularniejszych zawodników w historii UFC.

## Kariera aktorska
Karierę aktorską rozpoczął w 1997 roku. Zagrał do tej pory w 31 filmach, m.in. w Bad Boys II, Miami Vice oraz Predators, 7 serialach i kilkukrotnie podkładał głos w grach komputerowych m.in. Battlefield 3.